# Emma de Francia
Emma de Francia (894-2 de noviembre de 934) fue hija del rey Roberto I de Francia Occidental y de su segunda esposa, Beatriz de Vermandois. Se casó en 921 con el duque Raúl de Borgoña que, tras la muerte del rey Roberto I, fue consagrado rey de los francos el 13 de julio de 923 en la Abadía de Saint-Médard de Soissons.
El único hijo que tuvo, Luis, murió al nacer en 934. Ella falleció el mismo año, tras haber ayudado a su esposo a detener las revueltas de los grandes vasallos.